# Peppermint – A bosszú angyala
A Peppermint – A bosszú angyala (eredeti cím: Peppermint) 2018-ban bemutatott amerikai akcióthriller, melyet Pierre Morel rendezett. A film főszereplője Jennifer Garner, John Ortiz, John Gallagher Jr., Juan Pablo Raba és Tyson Ritter. 
Főszereplője egy családanya, aki bosszút esküszik a férjét és kislányát meggyilkoló drogkartell ellen.
Az Amerikai Egyesült Államokban 2018. szeptember 7-én jelent meg, Magyarországon szeptember 27-én mutatták be a Freeman Film forgalmazásában. Világszerte 52 millió dollár bevételt termelt. A kritikusok véleménye összességében negatív volt a filmről, de Garner alakítását méltatták.

## Cselekmény
Riley North, az anyagi nehézségekkel küszködő bankár férjével, Chris-szel és tízéves kislányukkal, Carlyval Los Angelesben él. Egy csődközelben lévő szerelőműhely tulajdonosaként Chris kétségbeesetten próbál javítani családja anyagi helyzetén. Egy barátja megpróbálja rávenni a befolyásos drogbáró, Diego Garcia kirablására, amiben Chris mindössze sofőr lenne. Chris némi habozás után visszautasítja az ajánlatot, de Garcia már tudomást szerzett a tervről: megkínozza és kivégzi Chris barátját, majd úgy dönt, Chris-szel is példát statuál. Riley és Chris a szülinapján egy karneválba viszi Carlyt, ahol Diego emberei autójukból automata fegyverekkel tüzet nyitnak a családra. Csak Riley marad életben, súlyos sérüléseket szerezve.
A tárgyalást megelőzően Rileyt felkeresi a vádlottak védőügyvédje és egy nagyobb összeggel próbálja megvesztegetni. A nő visszautasítja a pénzt, de az ügyvéd eközben felfedezi Riley pszichiátriai gyógyszereit és később megbízhatatlan szemtanúként tünteti fel őt a bíró előtt (bár Riley azt állítja, nem szedte őket). Stevens bíró, szintén a kartell lefizetett embereként, bizonyíték hiányában ejti az ügyet és a vádat képviselő korrupt ügyészek sem tesznek semmit. A feldühödött Riley rátámad a gyilkosokra, de a biztonságiak megfékezik. A bíró elrendeli Riley kényszergyógykezelését egy zárt osztályon, derültséget váltva ki Riley családjának gyilkosaiból. Útközben azonban a nő megszökik a mentőautóból és sikerül köddé válnia.
Öt évvel később Beltran és Carmichael nyomozó a karnevál helyszínére érkezik. Egy óriáskerékre felakasztva megtalálják a három elkövető holttestét, akikkel Riley végzett. A gyilkosságok az FBI-ügynök Lisa Inman figyelmét is felkeltik. Inman elmondja a nyomozóknak, hogy évekkel korábban, az eltűnése előtt Riley kirabolta korábbi munkahelyét, egy bankot, majd nemrég Los Angelesbe visszatérve egy fegyverboltot is. Eközben Riley megöli a korrupt ügyészeket és Stevens bírót is, a saját házában robbantva fel a férfit. A nyomozók úgy döntenek, a média elé tárják Riley ügyét, amely heves vitákat gerjeszt: egyesek hősként, mások bűnözőként tekintenek az önbíráskodó nőre.
Diego egyik pénzmosásra használt üzletében Riley végez az ott tartózkodó gengszterekkel. Felfedezve, hogy Riley felelős a korábbi drogszállítmányainak eltűnéséért, Diego hajtóvadászatot indít ellene. Inman rájön, hogy Riley Los Angeles szegények lakta Skid Row városrészében bujkál és a helyiek őrangyalukként tisztelik a környéküket biztonságosabbá tévő nőt. Diego csapdáját túlélve Riley a drogbáró otthonába megy, megölve Diego számos emberét. Mielőtt a férfivel is végezhetne, annak Carlyval egyidős kislányát meglátva Riley hezitálni kezd, ezt kihasználva Diego súlyosan megsebesíti és elmenekül. Carmichael – akiről kiderül, hogy végig Diegónak dolgozott – Skid Rowba érkezik, megöli Inmant és a helyszínre hívja Diego felfegyverzett csatlósait.
Riley végez a támadók egy részével és megtalálja Inman holttestét. Az ügynöknő telefonját használva a média és ezzel együtt a Los Angeles-i Rendőrség előtt is felfedi hollétét. A rendőrség kiérkezésekor Diego lelövi az árulónak hitt Carmichaelt és menekülni próbál, de Riley közelharcban könnyedén ártalmatlanná teszi. A rendőrség által körülzárt Riley főbe lövi a drogbárót, ezt követően elmenekül a helyszínről. 
Beltran Riley családjának sírjánál talál rá a súlyosan sérült igazságosztóra. Kórházba viszi a nőt, bár ő inkább meg szeretne halni. Beltran később meglátogatja a kórházban a megbilincselt Rileyt és elárulja neki: sokan egyetértenek a tetteivel. Odacsúsztatja neki bilincsei kulcsát, lehetővé téve Riley számára a szökést.

## Szereplők
| Színész            | Szerep                  | Magyar hang         |
| ------------------ | ----------------------- | ------------------- |
| Jennifer Garner    | Riley North             | Kisfalvi Krisztina  |
| John Gallagher Jr. | Stan Carmichael nyomozó | Dányi Krisztián     |
| John Ortiz         | Moises Beltran nyomozó  | Scherer Péter       |
| Method Man         | Barker ügynök           | Tokaji Csaba        |
| Richard Cabral     | Salazar                 | Orosz Ákos          |
| Annie Ilonzeh      | Lisa Inman ügynök       | Pálmai Anna         |
| Juan Pablo Raba    | Diego Garcia            | Barabás Kiss Zoltán |
| Tyson Ritter       | Sam                     |                     |
| Pell James         | Peg                     | Nádorfi Krisztina   |
| Jeff Hephner       | Chris North             | Szatmári Attila     |
| Chris Johnson      | Mickey                  |                     |
| Kyla Drew          | Maria                   | Szűcs Anna Viola    |
| Gustavo Quiroz     | Jose                    | Sándor Barnabás     |
| Cailey Fleming     | Carly North             | Kobela Kíra         |
| Michael Reventar   | Ortega                  |                     |
| John Boyd          | Marvin                  | Markovics Tamás     |
| Michael Mosley     | Robert Henderson        | Czvetkó Sándor      |
| Johnny Ortiz       | Torres                  | Gacsal Ádám         |
| Caspar Brun        | rendőrségi adatelemző   | Pálmai Szabolcs     |

## Fogadtatás

### Bevételi adatok
A 25 millió dolláros költségvetésből készült film az Amerikai Egyesült Államokban és Kanadában 35,4 millió, míg a többi országban 17,3 millió dollár bevételt hozott, összbevétele így 52,7 millió dollár lett.
Az USA-ban és Kanadában a Peppermint Az apáca és a God Bless the Broken Road című filmekkel egy időben került a mozikba. Az előzetes becslések azt mutatták, hogy a 2980 moziban bemutatott film a nyitó héten 10-13 millió dollár közötti összeget fog termelni. A bemutató napján a Peppermint 4,6 millió dolláros bevételt szerzett (beleértve az elővetítésekből származó 800 ezer dollárt is), végül a hétvégéig elérte a 13,4 millió dolláros bevételt, másodikként végezve Az apáca mögött.

### Kritikai visszhang

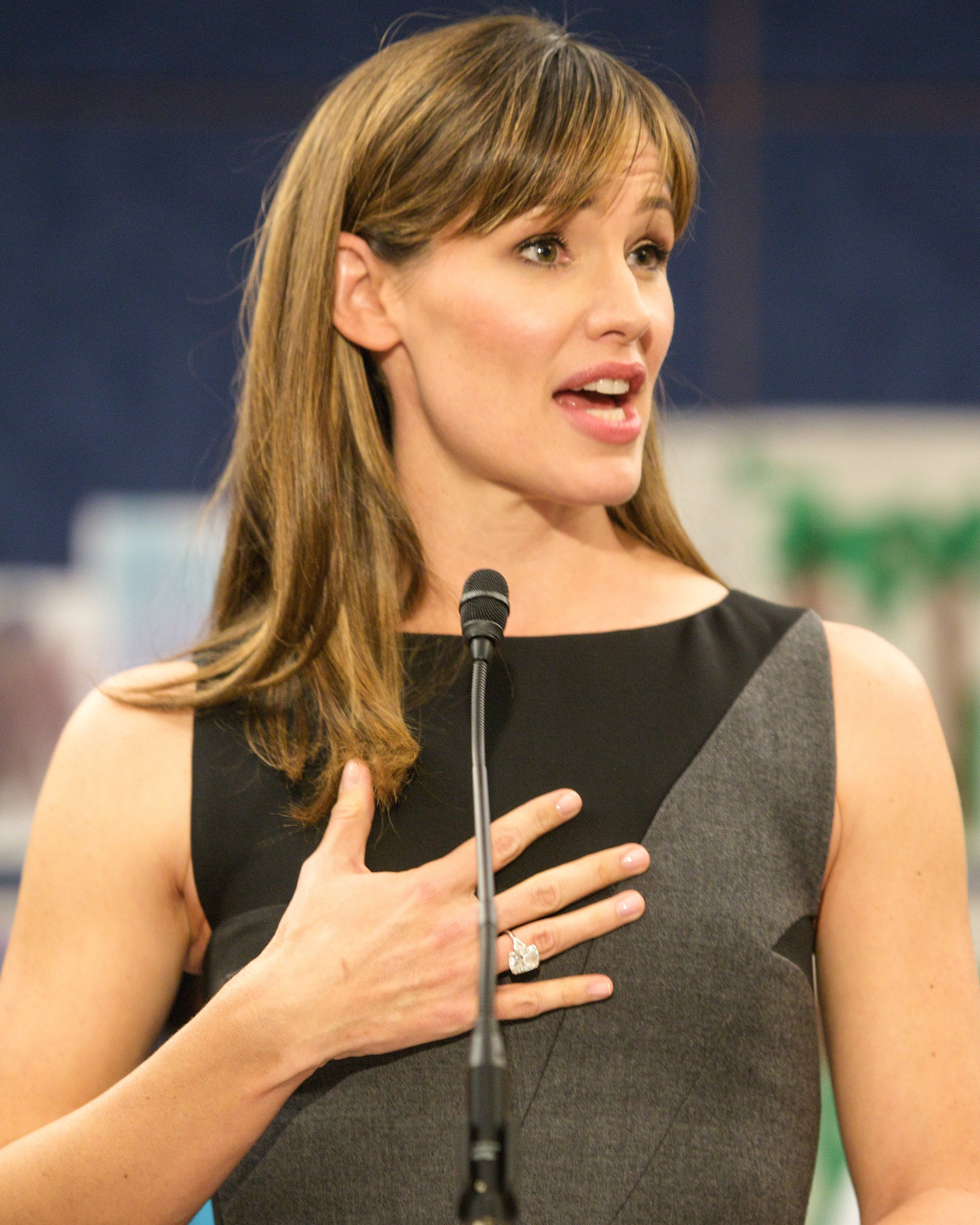
Bár a film negatív kritikákat kapott, a főszereplő Jennifer Garner színészi játékát elismerték a kritikusok.

A Rotten Tomatoes weboldalon 132 kritika alapján a film 12%-os értékelést kapott. Az oldal összegzése szerint „...A Peppermint elpazarolja Jennifer Garner erőteljes játékát egy sivár önbíráskodó bosszúsztorira, melyből hiányoznak a különleges fordulatok vagy a zsigeri borzongás”. A Metacriticen a film értékelése 100-ból 29 lett (26 kritika alapján), mely „összességében kedvezőtlen” értékelésnek számít.
Frank Scheck (The Hollywood Reporter) a Bosszúvágy-filmek „felszteroidozott változatának” nevezte a thrillert, amelyből szerinte „hiányzik minden finomság, illetve bármi, ami akárcsak haloványan is a hitelesség látszatát keltené, de a hősnőhöz hasonlóan minden bizonnyal teljesíti a feladatát”. Az IndieWire kritikusa, Jude Dry C+ értékelést adott a filmre. Szerinte Garner ennél jobb szerepeket érdemelne és egyedül a színésznő alakítása miatt érdemes megnézni a filmet.
A hazai kritikusok hasonlóan negatív véleménnyel voltak a filmről, egyebek mellett bírálva a forgatókönyvet, a sablonos történetet és a főszereplő hiteltelen karakterfejlődését.

### Díjak és jelölések
| Év   | Díj             | Kategória                  | Jelölt          | Eredmény |
| ---- | --------------- | -------------------------- | --------------- | -------- |
| 2019 | Arany Málna díj | Legrosszabb női főszereplő | Jennifer Garner | Jelölve  |

## Fordítás
- Ez a szócikk részben vagy egészben  a   Peppermint (2018 film) című angol Wikipédia-szócikk fordításán alapul.  Az eredeti cikk szerkesztőit annak laptörténete sorolja fel. Ez a jelzés csupán a megfogalmazás eredetét és a szerzői jogokat jelzi, nem szolgál a cikkben szereplő információk forrásmegjelöléseként.